# Grand Prix de Macao de Formule 3 2000
Le Grand Prix de Macao de Formule 3 2000 est la 47e édition de l'épreuve macanaise réservée aux monoplaces de Formule 3. Elle s'est déroulée les 18 et 19 novembre 2000 sur le tracé urbain de Guia.

## Engagés
| Écurie                                  | Voiture                | no | Pilotes                 |
| --------------------------------------- | ---------------------- | -- | ----------------------- |
| Tom's Co Ltd                            | Dallara Toyota-Tom's   | 1  | Robert Lechner          |
| Tom's Co Ltd                            | Dallara Toyota-Tom's   | 2  | Haruki Kurosawa         |
| Ryo Fukuda                              | Dallara Renault-Sodemo | 3  | Ryo Fukuda              |
| Équipe de France FFSA Gauloises Blondes | Dallara Renault-Sodemo | 5  | Mathieu Zangarelli      |
| Équipe de France FFSA Gauloises Blondes | Dallara Renault-Sodemo | 6  | Jonathan Cochet         |
| Équipe de France FFSA Gauloises Blondes | Dallara Renault-Sodemo | 19 | Sébastien Philippe      |
| Lucozade Motorsport Team                | Dallara Honda-Mugen NB | 7  | Kit Meng Lei            |
| Lucozade Motorsport Team                | Dallara Honda-Mugen NB | 8  | Andy Priaulx            |
| Opel Team BSR                           | Dallara Opel-Spiess    | 9  | Patrick Friesacher      |
| Opel Team BSR                           | Dallara Opel-Spiess    | 10 | André Couto             |
| Swiss Racing Team                       | Dallara Opel-Spiess    | 11 | Alex Yoong              |
| Swiss Racing Team                       | Dallara Opel-Spiess    | 12 | Tomas Scheckter         |
| Skill Speed                             | Dallara Honda-Mugen NB | 15 | Yuji Ide                |
| Toda Racing                             | Dallara Honda-Mugen NB | 16 | Seiji Ara               |
| Team HMS                                | Dallara Opel-Spiess    | 17 | Pierre Kaffer           |
| Team HMS                                | Dallara Opel-Spiess    | 18 | Jo Merszei              |
| ASM-Elf                                 | Dallara Renault-Sodemo | 20 | Tiago Monteiro          |
| Carlin Motorsport                       | Dallara Honda-Mugen NB | 21 | Narain Karthikeyan      |
| Carlin Motorsport                       | Dallara Honda-Mugen NB | 22 | Takuma Satō             |
| Target Racing                           | Dallara Opel-Spiess    | 23 | Paulo Montin            |
| Fortec Motorsport                       | Dallara Honda-Mugen NB | 25 | Gianmaria Bruni         |
| Fortec Motorsport                       | Dallara Honda-Mugen NB | 26 | Marchy Lee (en)         |
| Prema Powerteam                         | Dallara Opel-Spiess    | 27 | Enrico Toccacelo        |
| Prema Powerteam                         | Dallara Opel-Spiess    | 28 | Peter Sundberg          |
| RC Motorsport                           | Dallara Opel-Spiess    | 29 | Ben Collins             |
| RC Motorsport                           | Dallara Opel-Spiess    | 30 | Miloš Pavlović          |
| GM Motorsport                           | Dallara Opel-Spiess    | 31 | Zsolt Baumgartner       |
| GM Motorsport                           | Dallara Opel-Spiess    | 32 | Toshihiro Kaneishi (en) |
| GM Motorsport                           | Dallara Opel-Spiess    | 36 | Michael Ho              |
| Inging                                  | Dallara Toyota-Tom's   | 38 | Shinichi Takagi         |

## Qualification
La qualification de la première course a été remportée par l'Indien Narain Karthikeyan avec un temps de 2 min 12 s 887.
| 1re ligne : | 1re ligne : | 1.Narain Karthikeyan ( Inde) 2 min 12 s 887     | 2.Takuma Satō ( Japon) 2 min 13 s 146               |
| 2e ligne :  | 2e ligne :  | 3.Ryo Fukuda ( Japon) 2 min 13 s 262            | 4.Pierre Kaffer ( Allemagne) 2 min 13 s 428         |
| 3e ligne :  | 3e ligne :  | 5.Mathieu Zangarelli ( France) 2 min 13 s 655   | 6.André Couto ( Macao) 2 min 13 s 914               |
| 4e ligne :  | 4e ligne :  | 7.Patrick Friesacher ( Autriche) 2 min 14 s 024 | 8.Enrico Toccacelo ( Italie) 2 min 14 s 056         |
| 5e ligne :  | 5e ligne :  | 9.Paolo Montin ( Italie) 2 min 14 s 057         | 10.Gianmaria Bruni ( Italie) 2 min 14 s 276         |
| 6e ligne :  | 6e ligne :  | 11.Jonathan Cochet ( France) 2 min 14 s 379     | 12.Tiago Monteiro ( Portugal) 2 min 14 s 475        |
| 7e ligne :  | 7e ligne :  | 13.Andy Priaulx ( Royaume-Uni) 2 min 14 s 487   | 14.Tomas Scheckter ( Afrique du Sud) 2 min 14 s 505 |
| 8e ligne :  | 8e ligne :  | 15.Peter Sundberg ( Suède) 2 min 14 s 566       | 16.Ben Collins ( Royaume-Uni) 2 min 14 s 731        |
| 9e ligne :  | 9e ligne :  | 17.Alex Yoong ( Malaisie) 2 min 14 s 816        | 18.Seiji Ara ( Japon) 2 min 14 s 839                |
| 10e ligne : | 10e ligne : | 19.Haruki Kurosawa ( Japon) 2 min 14 s 846      | 20.Sébastien Philippe ( France) 2 min 15 s 172      |
| 11e ligne : | 11e ligne : | 21.Shinichi Takagi ( Japon) 2 min 15 s 212      | 22.Toshihiro Kaneishi (en) ( Japon) 2 min 15 s 668  |
| 12e ligne : | 12e ligne : | 23.Robert Lechner ( Autriche) 2 min 15 s 982    | 24.Miloš Pavlović ( Serbie) 2 min 16 s 041          |
| 13e ligne : | 13e ligne : | 25.Yuji Ide ( Japon) 2 min 16 s 098             | 26.Zsolt Baumgartner ( Hongrie) 2 min 16 s 688      |
| 14e ligne : | 14e ligne : | 27.Marchy Lee (en) ( Chine) 2 min 19 s 934      | 28.Kit Meng Lei ( Macao) 2 min 22 s 318             |
| 15e ligne : | 15e ligne : | 29.Jo Merszei ( Macao) 2 min 23 s 836           | 30.Michael Ho ( Macao) 2 min 23 s 891               |

La première course a été remportée par l'Allemand Pierre Kaffer. La grille de départ de la deuxième course est faite selon le résultat de la première course. À noter le forfait de Michael Ho.
| 1re ligne : | 1re ligne : | 1.Pierre Kaffer ( Allemagne)        | 2.André Couto ( Macao)              |
| 2e ligne :  | 2e ligne :  | 3.Mathieu Zangarelli ( France)      | 4.Paolo Montin ( Italie)            |
| 3e ligne :  | 3e ligne :  | 5.Ryo Fukuda ( Japon)               | 6.Patrick Friesacher ( Autriche)    |
| 4e ligne :  | 4e ligne :  | 7.Tomas Scheckter ( Afrique du Sud) | 8.Enrico Toccacelo ( Italie)        |
| 5e ligne :  | 5e ligne :  | 9.Andy Priaulx ( Royaume-Uni)       | 10.Tiago Monteiro ( Portugal)       |
| 6e ligne :  | 6e ligne :  | 11.Haruki Kurosawa ( Japon)         | 12.Ben Collins ( Royaume-Uni)       |
| 7e ligne :  | 7e ligne :  | 13.Peter Sundberg ( Suède)          | 14.Alex Yoong ( Malaisie)           |
| 8e ligne :  | 8e ligne :  | 15.Seiji Ara ( Japon)               | 16.Toshihiro Kaneishi (en) ( Japon) |
| 9e ligne :  | 9e ligne :  | 17.Robert Lechner ( Autriche)       | 18.Shinichi Takagi ( Japon)         |
| 10e ligne : | 10e ligne : | 19.Marchy Lee (en) ( Chine)         | 20.Jonathan Cochet ( France)        |
| 11e ligne : | 11e ligne : | 21.Miloš Pavlović ( Serbie)         | 22.Zsolt Baumgartner ( Hongrie)     |
| 12e ligne : | 12e ligne : | 23.Kit Meng Lei ( Macao)            | 24.Jo Merszei ( Macao)              |
| 13e ligne : | 13e ligne : | 25.Yuji Ide ( Japon)                | 26.Gianmaria Bruni ( Italie)        |
| 14e ligne : | 14e ligne : | 27.Narain Karthikeyan ( Inde)       | 28.Sébastien Philippe ( France)     |
| 15e ligne : | 15e ligne : | 29.Takuma Satō ( Japon)             | 30.Michael Ho ( Macao)              |

## Classement
| Pos. | no | Pilote                  | Voiture                | Tours | Gain de place |
| ---- | -- | ----------------------- | ---------------------- | ----- | ------------- |
| 1    | 10 | André Couto             | Dallara Opel-Spiess    | 15    | +1            |
| 2    | 23 | Paolo Montin            | Dallara Opel-Spiess    | 15    | +2            |
| 3    | 3  | Ryo Fukuda              | Dallara Renault-Sodemo | 15    | +2            |
| 4    | 17 | Pierre Kaffer           | Dallara Opel-Spiess    | 15    | -3            |
| 5    | 27 | Enrico Toccacelo        | Dallara Opel-Spiess    | 15    | +3            |
| 6    | 12 | Tomas Scheckter         | Dallara Opel-Spiess    | 15    | +1            |
| 7    | 29 | Ben Collins             | Dallara Opel-Spiess    | 15    | +5            |
| 8    | 8  | Andy Priaulx            | Dallara Honda-Mugen    | 15    | +1            |
| 9    | 20 | Tiago Monteiro          | Dallara Renault-Sodemo | 15    | +1            |
| 10   | 9  | Patrick Friesacher      | Dallara Opel-Spiess    | 15    | -4            |
| 11   | 6  | Jonathan Cochet         | Dallara Renault-Sodemo | 15    | +9            |
| 12   | 8  | Peter Sundberg          | Dallara Opel-Spiess    | 15    | +1            |
| 13   | 21 | Narain Karthikeyan      | Dallara Honda-Mugen    | 15    | +14           |
| 14   | 22 | Takuma Satō             | Dallara Honda-Mugen    | 15    | +15           |
| 15   | 19 | Sébastien Philippe      | Dallara Renault-Sodemo | 15    | +13           |
| 16   | 26 | Marchy Lee (en)         | Dallara Honda-Mugen    | 15    | +3            |
| 17   | 31 | Zsolt Baumgartner       | Dallara Opel-Spiess    | 15    | +5            |
| 18   | 38 | Shinichi Takagi         | Dallara Toyota-Tom's   | 15    | 0             |
| 19   | 7  | Kit Meng Lei            | Dallara Honda-Mugen    | 14    | +4            |
| 20   | 16 | Seiji Ara               | Dallara Honda-Mugen    | 14    | -5            |
| 21   | 18 | Jo Merszei              | Dallara Opel-Spiess    | 14    | +3            |
| 22   | 5  | Mathieu Zangarelli      | Dallara Renault-Sodemo | 14    | -19           |
| 23   | 32 | Toshihiro Kaneishi (en) | Dallara Opel-Spiess    | 14    | -7            |
| 24   | 15 | Yuji Ide                | Dallara Honda-Mugen    | 14    | +1            |
| Abd. | 1  | Robert Lechner          | Dallara Toyota-Tom's   | 11    | -8            |
| Abd. | 2  | Haruki Kurosawa         | Dallara Toyota-Tom's   | 8     | -15           |
| Abd. | 25 | Gianmaria Bruni         | Dallara Honda-Mugen    | 7     | -1            |
| Abd. | 11 | Alex Yoong              | Dallara Opel-Spiess    | 6     | -13           |
| Abd. | 30 | Miloš Pavlović          | Dallara Opel-Spiess    | 5     | -8            |
| Np.  | 36 | Michael Ho              | Dallara Opel-Spiess    |       |               |

Légende :
- Ab. = Abandon
- NC = Non classé
- Meilleur tour : Narain Karthikeyan en 2 min 14 s 718 au 5e tour.